# Fiabilandia
Fiabilandia est un petit parc d'attractions italien. Situé à Rivazzurra, une frazione de Rimini, sur le littoral au sud de la ville, proche de la côte adriatique. Ce parc familial dispose de plusieurs attractions allant des montagnes russes aux parcours scéniques, en passant par les traditionnels carrousels. 

## Histoire
Fiabilandia est le parc le plus ancien d'Italie. Le parc de forme circulaire se développe autour d'un grand lac naturel, le lac Bernardo. De nombreuses espèces d'oiseaux migrateurs sont présentes dans cet espace.
Le parc se divise en quatre zones à thème :
- Le monde Western
- Le monde médiéval
- Le monde oriental
- La baie des pirates/Peter Pan

À ses débuts en 1965, le parc s'étend sur la surface de la zone Far West. Avec plusieurs attractions enfantines, le thème n'est pas encore très précis.
Le parc connait un véritable essor dans les années 1980. Le directeur de l'époque (Oriano Bizzocchi, à la tête du parc de 1974 à 1987) a l'idée de s'inspirer des attractions qui ont fait le succès des parcs Disney américains. L'exemple le plus frappant est la Mine d'or, réinterprétation de Big Thunder Mountain. Après 1987, date de la démission du directeur, le parc entre dans une phase de déclin qui continue pendant une bonne partie des années 1990. 
La nouvelle direction fait de mauvais choix pour le parc (changement d'organisation, erreurs publicitaires, nouvelles attractions peu convaincantes…). Il faut attendre 1998, le changement de direction et l'arrivée de Roller Boom, un parcours de montagnes russes tournoyantes de Reverchon Industries pour que le parc regagne ses visiteurs.
Le parc est alors racheté par les propriétaires du Zoosafari Fasanolandia. Comme la reprise de Fiabilandia est difficile, les nouveaux dirigeants ont l'idée d'ajouter au parc un espace zoologique. Le parc subit également beaucoup de modifications (réhabilitations et ajouts). À partir des années 2000, apparaît l'envie de décorer selon certains thèmes le parc d'après des thèmes plus définis cités ci-dessus.
Fin 2006, le parc annonce sa fermeture liée à un problème avec la ville de Rimini qui avait le projet de faire passer une nouvelle route reliant Rimini à Riccione en passant sur le terrain du parc, coupant celui-ci en deux. Le projet n'aboutit pas et Fiabilandia rouvre normalement pour sa saison 2007 avec de nouvelles attractions.

## Principales attractions

### Montagnes russes
| Nom                    | Type                          | Constructeur       | Année |
| ---------------------- | ----------------------------- | ------------------ | ----- |
| Miniera d'Oro Del West | Train de la mine              | Pinfari            | 2003  |
| Red Mountain           | Junior                        | Preston & Barbieri | 2019  |
| Space Mouse            | Montagnes russes tournoyantes | Fabbri Group       | 2008  |
| Valle Degli Gnomi      | Montagnes russes junior       | Pinfari            | 1976  |

### Anciennes montagnes russes
| Nom            | Type                          | Constructeur         | Année       |
| -------------- | ----------------------------- | -------------------- | ----------- |
| Jamming        | Montagnes russes tournoyantes | Barbisan             | 2003 - 2004 |
| Magic Mountain | Montagnes russes E-Powered    | S.D.C.               | 2010 - 2011 |
| Roller Boom    | Montagnes russes tournoyantes | Reverchon Industries | 2000 - 2003 |

### Attractions aquatiques
| Nom                     | Type                          | Constructeur       | Année                |
| ----------------------- | ----------------------------- | ------------------ | -------------------- |
| Capitano Nemo Adventure | Splash Battle                 | Preston & Barbieri | 2007                 |
| Castoria                | Bûches                        | Preston & Barbieri | 2012                 |
| Bumpers Boat            | Autos-tamponneuses aquatiques | Sela Cars          | 1999 (fermé en 2008) |

### Parcours scéniques

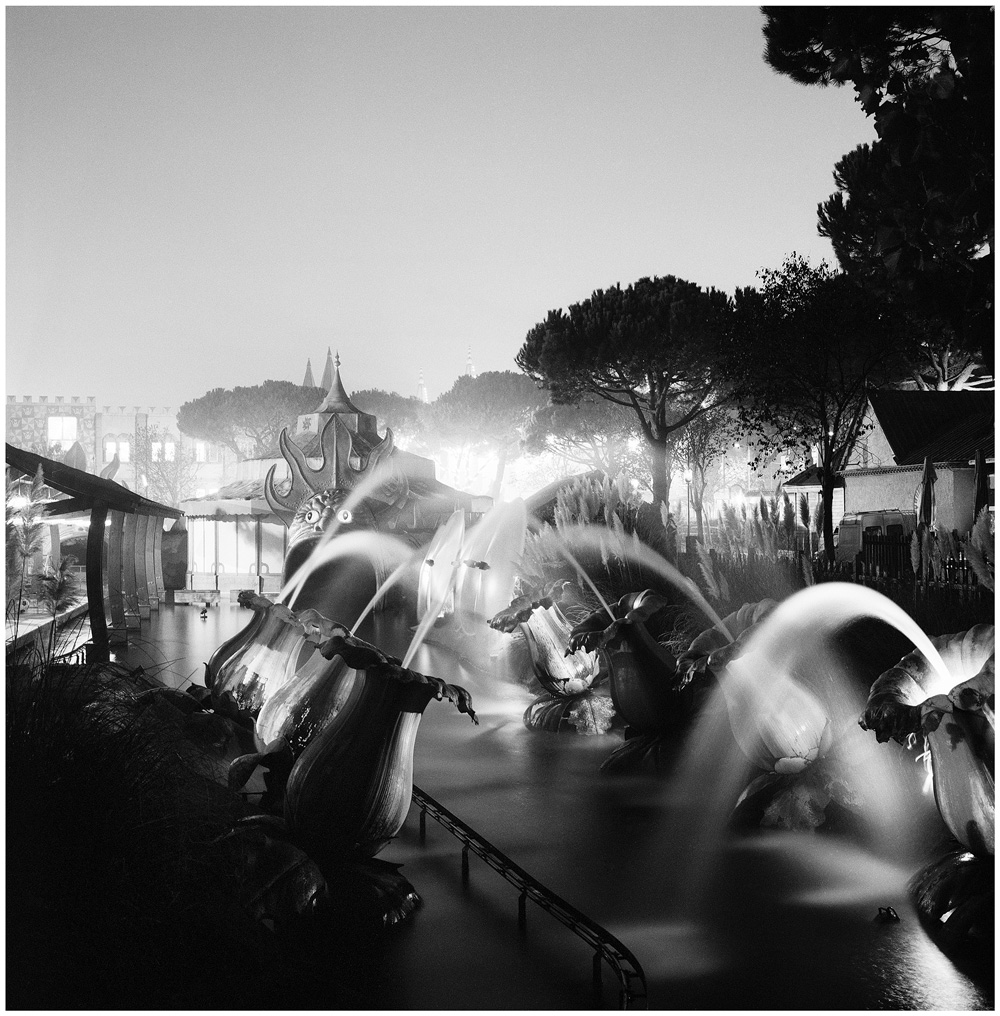
Le lagon des songes

| Nom                         | Type               | Année | Infos                             |
| --------------------------- | ------------------ | ----- | --------------------------------- |
| Il Castello di Mago Merlino | Parcours scénique  | 1975  | Le château de Merlin l'enchanteur |
| Il Lago del Sogno           | Croisière scénique | 1987  | Le lagon des songes               |

### Autres
- Anacleto - manège avions, 2008 Relocalisation de Movie Park Germany
- Babau trucks - carrousel de tracteurs, 2008 Relocalisation de Movie Park Germany
- Baia di Peter Pan - walkthrough avec animatroniques, OzLab, 2004
- Carousel ciak - carrousel, 2008 Relocalisation de Movie Park Germany
- Giostra cavalli - carrousel
- Il labirinto di Fu-Ming - labyrinthe, 2001
- Lo scivolone gigante - toboggans
- Max mouse motors - carrousel de motos, 2008 Relocalisation de Movie Park Germany